# Charles Olivieri-Munroe
Charles Olivieri-Munroe (* 1969 Malta) je kanadský dirigent působící převážně v České republice, Polsku (Krakov) a v Německu.

## Kariéra

### Kariéra v datech
- od 2015 Umělecký ředitel a šéfdirigent Krakovského Filharmonického Orchestru
- od 2011 Šéfdirigent Filharmonie Südwestfalen v Německu
- od 2011 Čestný šéfdirigent Severočeské filharmonie Teplice
- 2008 Šéfdirigent festivalu "Crested Buttle" v Coloradu
- 2008 Umělecký ředitel Inter-Regionales Symfonie Orchester v Německu
- od 2005 Resident Conductor with the Texas Round Top Festival Institute
- 2001–2004 Šéfdirigent Symfonického orchestru Slovenského rozhlasu v Bratislavě
- 1997–2013 Šéfdirigent Severočeské filharmonie Teplice
- 1995–1997 Associate Conductor Filharmonie Brno
- 1993–1995 Dirigent v Karlovarském symfonickém orchestru

### Spolupráce
Charles Olivieri-Munroe spolupracoval s hudebníky jako jsou Krystian Zimerman, Maxim Vengerov, Mischa Maisky, Sol Gabetta, Ivan Moravec, Josef Suk, Joseph Calleja a mnoha dalšími špičkovými sólisty současnosti.

## Nahrávky
Charles Olivieri-Munroe spolupracuje s hudebními vydavatelstvími SONY, RCA Red Seal, NAXOS, SMS Classical a Naïve Records.
| Album | Vydáno          | Vydavatelství                             |
| --- | --------------- | ----------------------------------------- |
| Daniel Lee | 16. května 2011 | Sony Music Entertainment Korea Inc        |
| Natasha Korsakova Plays Gershwin & More                                                                        | 26. března 2010 | Arizona University Recordings, LLC        |
| Sol Gabetta: Cantabile                                                                                         | 30. ledna 2009  | Sony BMG Music Entertainment Germany GmbH |
| A Voice Not Stilled                                                                                            | 2009            |                                           |
| Ciné musique (Live à l'Olympia) Orchestre Philharmonique De Prague                                             | 10. října 2008  |                                           |
| BONJIU KOO Shostakovich: Violin Concerto & Sonata                                                              |                 |                                           |
| Weber Concertos for Clarinet and Orchestra Hakan Rosengren, Charles Olivieri-Munroe & North Czech Philharmonic |                 |                                           |

## Život
Vystudoval klavírní hru na Královské hudební konzervatoři a Univerzitě v Torontu. Poté studoval na Janáčkově akademii múzických umění. 

V České republice dirigoval nejprve Karlovarský symfonický orchestr (1993–1995) a poté Státní Filharmonii Brno (1995–1997). V roce 1997 se stal šéfdirigentem Severočeské filharmonie Teplice. Od roku 2013 bude šéfdirigentem Philharmonie Südwestfalen. V letech 2001–2004 byl současně i šéfdirigentem Symfonického orchestru Slovenského rozhlasu.